# Metallyticus pallipes
Metallyticus pallipes är en bönsyrseart som beskrevs av Giglio-tos 1917. Metallyticus pallipes ingår i släktet Metallyticus och familjen Metallyticidae. Inga underarter finns listade i Catalogue of Life.